# Vorles de Marcenay
Saint Vorles, né vers 530, mort en 591, est un prêtre ayant vécu en Bourgogne. Connu pour son don d'ubiquité il est fêté le 16 juin.

## Biographie
Vorles serait né vers l'an 530 à Marcenay, dans l'actuelle Bourgogne. Certains lui prêtent des liens de parenté avec le roi des Francs de Bourgogne, Gontran Ier, qui régnait sur la Burgondie à cette époque.
Il meurt le 16 juin 591 et est inhumé à Marcenay, dans l’église Saint-Vorles. Après sa mort, un folklore nourri voit le jour à son sujet. L'invoquer guérissait de nombreuses maladies, comme la peste ou le choléra, prévenait les infirmités, la famine, et bien d'autres choses selon les besoins.

## Le miracle de Saint Vorles
Son principal miracle est lié au don d'ubiquité qu'il aurait possédé. On raconte qu'un jour où il célébrait une messe à Marcenay en présence du roi et de sa suite, il s'immobilisa et resta un très long moment figé et absent. Quand il revint à lui, il expliqua qu'il était parti sauver un enfant dans une maison en feu à Plaines, village distant d'environ 25 kilomètres de là. Le roi envoya alors des gens pour vérifier ses dires. Ceux-ci trouvèrent les parents de l'enfant en question, cherchant Vorles pour le remercier. Ce miracle garde encore aujourd'hui plusieurs représentations artistiques.

## Reliques
D'abord enterrés en l'église de Marcenay, les restes de Saint Vorles furent transférés à Châtillon-sur-Seine, dans une église qui devint l’église Saint-Vorles de Châtillon, en 868, pour les protéger des invasions normandes. Un sarcophage retrouvé à Marcenay, dans une crypte sous le chœur de l’église, semble être le sien,.

## Notoriété
Saint Vorles est fêté le 16 juin, particulièrement dans la région du Châtillonnais.
Deux églises portent aujourd'hui son nom :
- l'église Saint-Vorles de Châtillon-sur-Seine, datant des Xe et XIIe siècles[8] ;
- l'église Saint-Vorles de Marcenay, principalement du XIe siècle[9].
- Vorles est patron secondaire de l'église Notre-Dame de l'Assomption à Javernant (Aube) où une confrérie Saint Vorles existait au XIXe siècle.
- la chapelle Saint-Vorles dans le centre du village de Plaine-Saint-Lange[10] (Aube).

Le prénom Vorlette est le féminin de Vorles. Ces deux prénoms, aujourd'hui rarement portés, se trouvent encore dans le Châtillonnais.

## Sources et liens externes
- Éléments de biographie et représentation de Saint Vorles
- Vie de Saint Vorles et jour de la fête
- Représentations de Saint Vorles, biographie sur le même site